# Fritz Usinger
Pour les articles homonymes, voir Usinger.

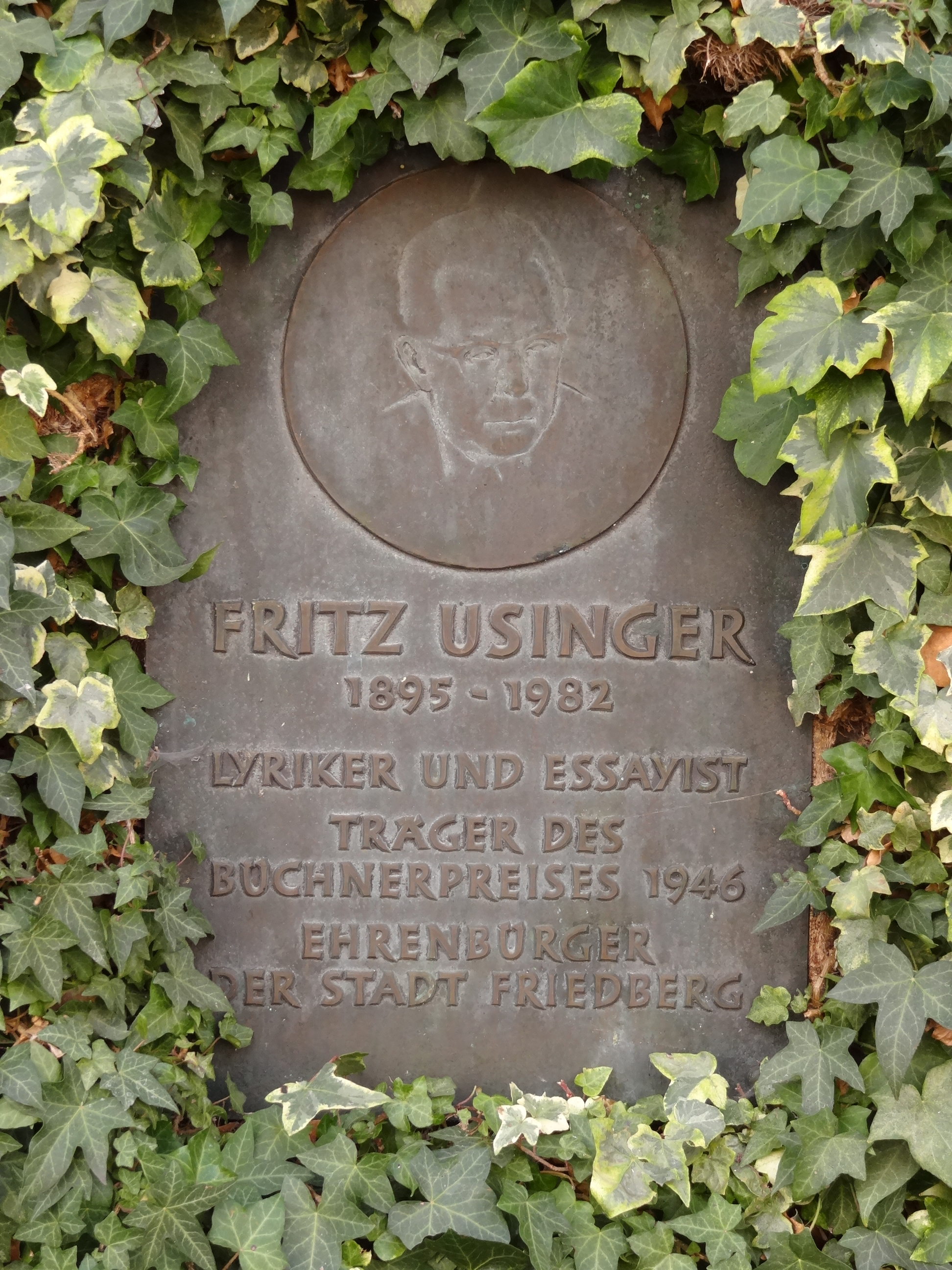

Fritz Usinger, né le 5 mars 1895 à Friedberg en Hesse et mort le 9 décembre 1982 dans la même ville, est un écrivain allemand et essayiste, lauréat du Prix Georg-Büchner en 1946,,.

## Biographie
Fritz Usinger, naît le 5 mars 1895.
Le père de Fritz Usinger, Friedrich Usinger, est professeur pour sourds-muets à Friedberg. Après ses'études secondaires, Fritz étudie l'allemand, les langues romanes et la philosophie. En 1913, il vit à Munich, où il rencontre Hans Schiebelhuth, Karl Wolfskehl, Emil Preetorius et Ernst Moritz Engert. En 1914, il poursuit ses études à Heidelberg et Giessen.
En 1915, il s'engage dans la Première Guerre mondiale et participe à la campagne serbe comme fantassin. Il travaille ensuite comme rédacteur à Metz. Il s'y lie d'amitié avec Carlo Mierendorff et Theodor Haubach, qui l'invitent à travailler pour le magazine Die Dachstube. Ses premiers recueils de poésie, Der ewige Kampf (1918) et Große Elegie (1920), sont publiés par Die Dachstube. En 1918, Usinger reprend ses études à Giessen et y obtient son doctorat en 1921 avec une étude d'histoire française. Après avoir terminé son stage de droit à l'école Justus Liebig de Darmstadt, il enseigne l'allemand et le français pendant plus de 25 ans en tant que professeur principal dans les lycées de Bingen, Mayence, Offenbach-sur-le-Main et Bad Nauheim. C'est à cette époque qu'il écrit des recueils de poésie et des essais.
En 1949, Usinger abandonne son métier d'enseignant et devint écrivain indépendant. La même année, il fut l'un des membres fondateurs de l' Académie allemande de langue et de littérature de Darmstadt. De 1953 à 1965, il fut membre du jury et l'un des vice-présidents jusqu'en 1966. Il fut également membre de l'Académie des sciences et des lettres de Mayence et membre correspondant de l'Academie Goetheana de São Paulo .  
À l'occasion de son 80e anniversaire, en 1975, une vaste exposition sur sa vie et son œuvre fut organisée à la Bibliothèque universitaire de Hesse à Darmstadt. Trois ans plus tôt, il avait fait don d'importants documents (lettres, manuscrits, éditions de livres rares) de sa collection liée au groupe Die Dachstube à la bibliothèque du château de Darmstadt, notamment sa correspondance parfois abondante avec des auteurs darmstadtois. Son patrimoine est conservé aux Archives littéraires de Marbach am Neckar.  
Dans son appartement du château de Friedberg, Usinger a vécu jusqu'à sa mort à l'âge de 87 ans, entouré de sa collection d'art moderne, qui créait un contraste délibéré avec ses vieux meubles faits d'antiquités de haute qualité.

## Œuvres
- Der ewige Kampf, Darmstadt 1918.
- Große Elegie, Darmstadt 1920.
- Geist und Gestalt. Dessau: Rauch 1939.
- Kleine Biographie des Jazz, Offenbach 1953; Liselotte-Kumm-Verlag

## Distinctions
- 1946: Prix Georg-Büchner[4]

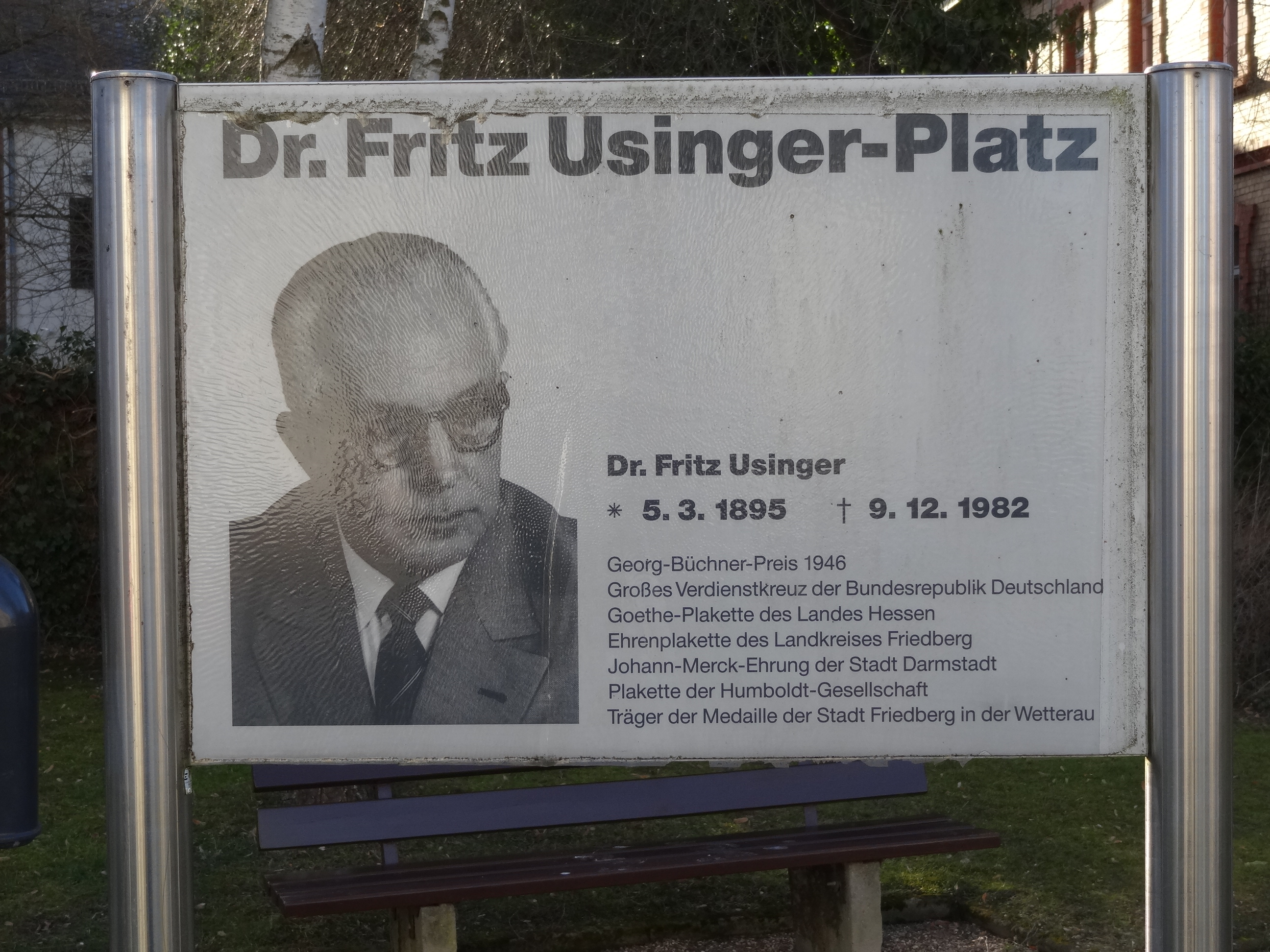

- 1960: Goethe-Plakette des Hessischen Ministeriums für Wissenschaft und Kunst
- 1966: Ordre du Mérite de la République fédérale d'Allemagne
- 1980: Humboldt-Plakette als Ehrengabe